# Bray Head
Pour les articles homonymes, voir Bray.
Bray Head (en irlandais : Ceann Bhré) est un sommet des montagnes de Wicklow culminant à 241 mètres d'altitude, en Irlande, au sud-sud-est de Bray et au nord de Greystones.

## Géographie
Le Little Sugar Loaf se trouve à l'ouest-sud-ouest, sur l'autre côté de la route R761 reliant Bray à Greystones. À l'est, il surplombe directement la mer d'Irlande. Composé de quartzite formée au Cambrien, il contraste avec les sommets de granite du Dévonien à l'ouest de Great Sugar Loaf.

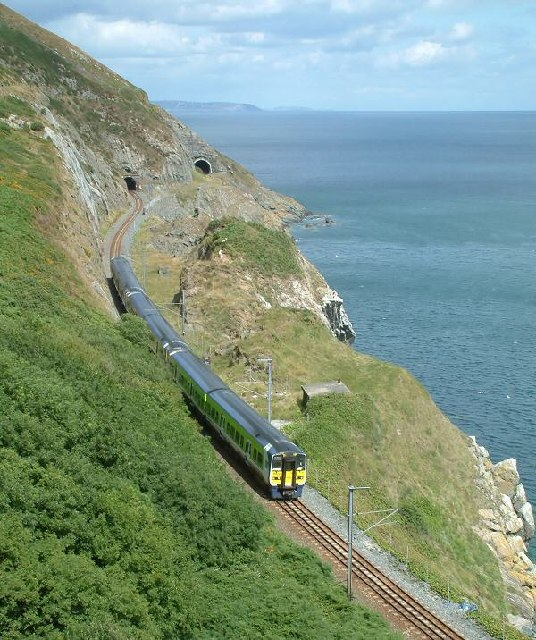
Vue d'un train empruntant la voie ferrée à l'approche d'un tunnel ; l'entrée d'un second tunnel, plus ancien, est également visible.

La ligne de chemin de fer Dublin-Wicklow passe le long de la côte, sur les escarpements de Bray Head, parfois au-dessus de falaises de plusieurs dizaines de mètres de hauteur. Cette ligne, tracée par Isambard Kingdom Brunel, est qualifiée de « Brunel's Folly » (la « folie de Brunel »), en raison de ses interminables coûts de maintenance. Il faut environ 45 minutes pour atteindre Bray Head depuis Dublin.

## Histoire
Cette ligne de chemin de fer a été l'objet d'une catastrophe qui a fait deux morts, dont un passager, le 9 août 1867, à la suite du brusque effondrement du viaduc de Brandy Hole et du déraillement du train de la compagnie Dublin and South Eastern Railway. Le tracé a été modifié à quatre reprises.

## Activités

### Sports

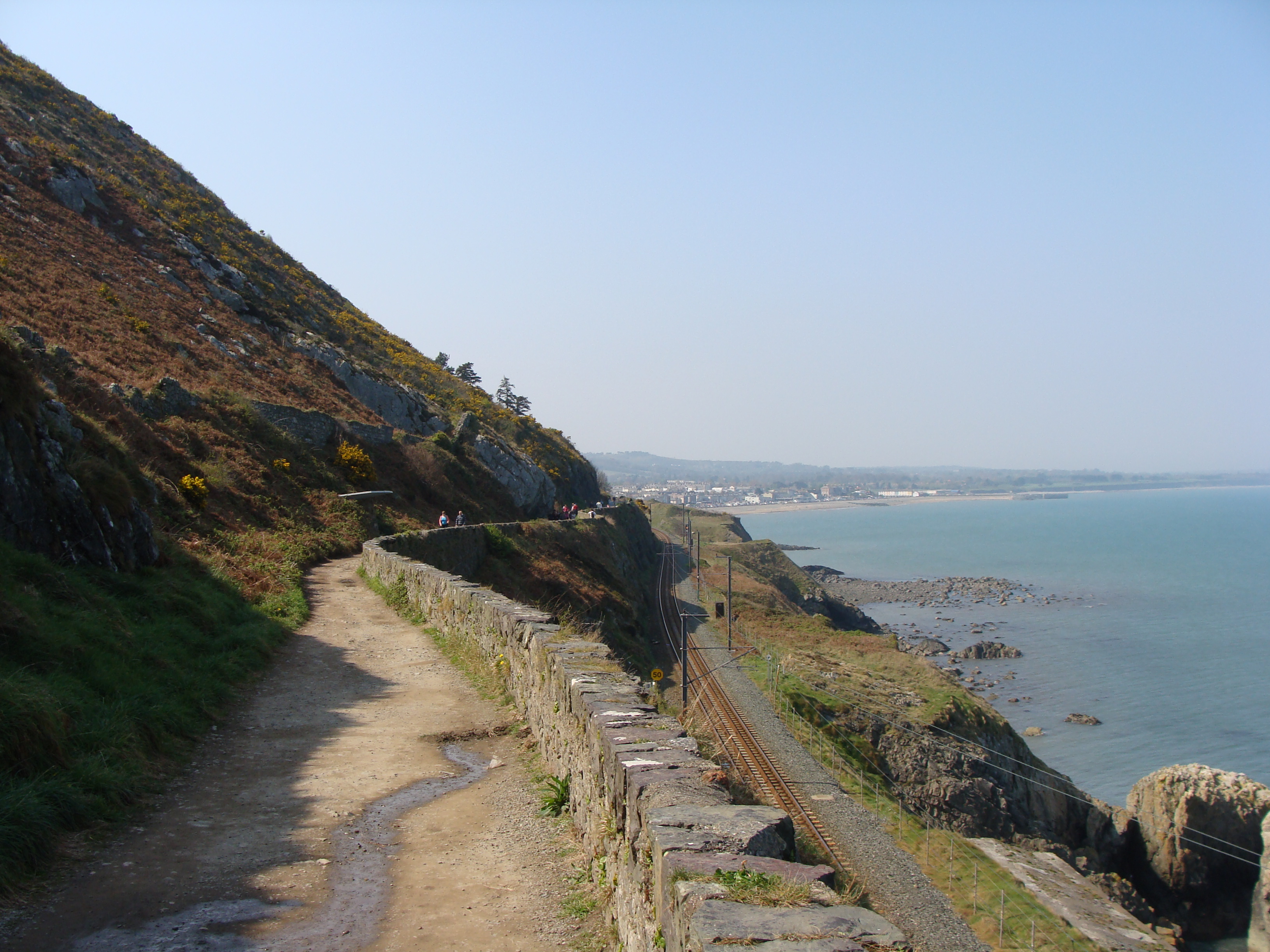
Vue d'un sentier surplombant la voie ferrée.

Bray Head est un site fréquenté par de nombreux randonneurs.
D'autre part, ses falaises d'ardoise abritent depuis les années 1970 un petit site d'escalade. Un topo d'escalade recense en 2009 27 voies d'une seule longueur, la plupart avec des cotations faibles,.

### Protection
En mars 2008, la colline a été classée en aire spéciale d'agrément

## Tradition
Son sommet est coiffé d'une croix en béton érigée en 1950 au cours de l'Année sainte. Chaque Vendredi saint, des centaines d'habitants des alentours gravissent la colline en procession, en symbolisant le chemin de croix.